# Delegação de Kogi na Assembleia Nacional da Nigéria
A delegação de Kogi da Assembleia Nacional da Nigéria compreende três  Senadores representando Kogi Central, Kogi Leste, e Kogi Oeste, e nove Representantes representando Adaui/Okehi, Ijunu/Kabba-Bunu, Idah/Ofu/Ibaji/Igala-Lamela-Odolu, Bassa/Dekina, Ankpa Olamaboro Omala, Lokoja/Kogi/KK, Yauba Leste/Oeste/Modamuko, Ajaokuta, e Okrne/Ogori/Magongo.

## Quarta República

### O 4º Parlamento (1999 - 2003)
|               |                       |         |                                   |           |
| Cargo         | Nome                  | Partido | Eleitorado                        | Período   |
|               |                       |         |                                   |           |
| Senador       | Ahmed Tijani Ahmed    | ANPP    | Kogi Central                      | 1999–2003 |
| Senador       | Alex Usman Kadiri     | ANPP    | Kogi Leste                        | 1999–2003 |
| Senador       | Jonathan Tunde Ogbeha | PDP     | Kogi Oeste                        | 1999–2003 |
|               |                       |         |                                   |           |
| Representante | Abdulkareem Saliu     | AD      | Adaui/Okehi                       | 1999–2003 |
| Representante | Abiodun Ojo Samuel    | PDP     | Ijunu/Kabba-Bunu                  | 1999–2003 |
| Representante | Ineke Itaka Frank     | ANPP    | Idah/Ofu/Ibaji/Igala-Lamela-Odolu | 1999–2003 |
| Representante | Jimba Isaac Ruzama    | ANPP    | Bassa/Dekina                      | 1999–2003 |
| Representante | Muazu Abimaje         | ANPP    | Ankpa Olamaboro Omala             | 1999–2003 |
| Representante | Musa Adamu Osuku      | ANPP    | Lokoja/Kogi/KK                    | 1999–2003 |
| Representante | Olorunshola Ojo       | PDP     | Yauba Leste/Oeste/Modamuko        | 1999–2003 |
| Representante | Samari Adamu Ahmadu   | ANPP    | Ajaokuta                          | 1999–2003 |
| Representante | Sani Abdul Stephen E. | PDP     | Okrne/Ogori/Magongo               | 1999–2003 |